# International Chemical Identifier
International Chemical Identifier (forkortet InChI) er en specifikation i form af en linjenotation til at beskrive kemiske molekyler ved brug af ASCII strenge. InChi er designet til, på en standardiseret og menneskelig læsbar måde, at kode information om molekylet og facilitere søgning i databaser og på internettet. InChI er udviklet af IUPAC og National Institute of Standards and Technology (NIST).
InChI er et alternativ til SMILES-notationen og er bedre til at beskrive fx stereokemi og tautomerisme.
InChI består af en linjenotation og en nøgle. Nøglen er en tekststreng med fast længde (25 tegn), som genereres ud fra linjenotationen vha. en hashfunktion. Nøglen er ikke forståelig af mennesker, men er velegnet til brug i søgemaskiner.

## Eksempler
| CH3CH2OH ethanol | InChI=1/C2H6O/c1-2-3/h3H,2H2,1H3 InChI=1S/C2H6O/c1-2-3/h3H,2H2,1H3 (standard InChI) LFQSCWFLJHTTHZ-UHFFFAOYSA-N (InChI nøgle)                                                                                      |
| L-ascorbinsyre   | InChI=1/C6H8O6/c7-1-2(8)5-3(9)4(10)6(11)12-5/h2,5,7-10H,1H2/t2-,5+/m0/s1 InChI=1S/C6H8O6/c7-1-2(8)5-3(9)4(10)6(11)12-5/h2,5,7-8,10-11H,1H2/t2-,5+/m0/s1 (standard InChI) CIWBSHSKHKDKBQ-JLAZNSOCSA-N (InChI nøgle) |